# درتی
«درتی» (انگلیسی: Dirrty) تک‌آهنگی از هنرمند اهل ایالات متحده آمریکا کریستینا آگیلرا، است. واژهٔ 'Dirrty' با این ترانه ابداع شد و در اصطلاح عامیانه به فعالیت های جنسی اشاره دارد.
این تک‌آهنگ در چارت‌های اسکاتلند، ایرلند، بریتانیا در رتبه اول و در چارت‌های ایتالیا، نروژ، استرالیا، آلمان، اسپانیا، دانمارک، سوئد، سوئیس، اتریش جزو ده ترانه اول قرار گرفت.